# Нусдорф (Кимгау)
Нусдорф (њем. Nußdorf) општина је у њемачкој савезној држави Баварска. Једно је од 35 општинских средишта округа Траунштајн. Према процјени из 2010. у општини је живјело 2.439 становника. Посједује регионалну шифру (AGS) 9189130.

## Географски и демографски подаци
Нусдорф се налази у савезној држави Баварска у округу Траунштајн. Општина се налази на надморској висини од 603 метра. Површина општине износи 16,1 km². У самом мјесту је, према процјени из 2010. године, живјело 2.439 становника. Просјечна густина становништва износи 151 становника/km².